# 布朗氏粗眼鮗
布朗氏粗眼鮗為輻鰭魚綱鱸形目鱸亞目七夕魚科的其中一種，分布於澳洲海域，棲息深度3-10公尺，體長可達8公分，棲息在珊瑚礁，屬肉食性，雄魚有護卵的行為。

## 擴展閱讀
維基物種上的相關：布朗氏粗眼鮗